# Stanislav Kosior
Stanislav Vikéntievich Kosior, a veces deletreado Kossior (en ruso: Станисла́в Вике́нтьевич Косио́р, en ucraniano: Станіслав Вікентійович Косіор, en polaco: Stanisław Kosior) (18 de noviembre [6 de noviembre tras el cambio al calendario gregoriano] de 1889 – 26 de febrero de 1939) fue uno de los tres hermanos Kosior, políticos soviéticos nacidos en Polonia. Fue Primer Secretario del Partido Comunista de la República Socialista Soviética de Ucrania, vicepresidente del Consejo de Comisarios del Pueblo de la Unión Soviética y miembro del Politburó del Partido Comunista de la Unión Soviética (PCUS). Fue ejecutado durante la Gran Purga.

## Biografía

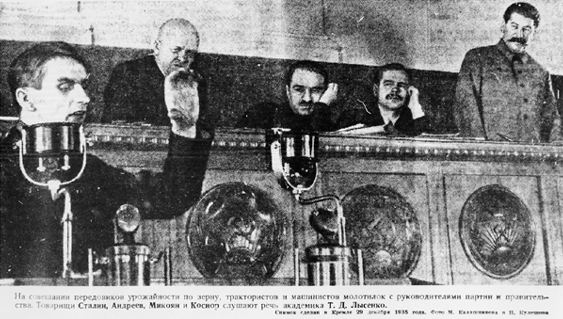
Trofim Lysenko dando un discurso en el Kremlin en 1935. En la parte posterior, están de izquierda a derecha Kosior, Anastás Mikoyán, Andréi Andréiev y Iósif Stalin.

Nació en 1889 en Węgrów, Gobernación de Siedlce, Imperio ruso (actual región polaca del Voivodato de Podlaquia), de una humilde familia polaca de trabajadores industriales. Debido a la pobreza,  emigró a Yúzovka (actual Donetsk), donde trabajó en una acería. En 1907 se unió al Partido Obrero Socialdemócrata de Rusia y rápidamente se convirtió en el líder de la rama local del partido. Fue arrestado y más tarde despedido de su trabajo en el partido en ese mismo año, y al año siguiente se vio obligado a alejarse de allí debido a la actividad policial. Utilizó sus conexiones para ser reelegido en la fábrica de Sulin en 1909, pero poco después fue arrestado nuevamente y, en 1911, deportado a la gubernia de Yekaterinoslav (mina Petropávlovskaya). En 1913 fue transferido a Moscú y luego a Kiev y a Járkov, donde organizó células comunistas locales. En 1915 fue arrestado por la Ojrana (policía secreta rusa) y deportado nuevamente, esta vez a Siberia.
Después de la Revolución de febrero de 1917 Kosior viajó a San Petersburgo, donde encabezó la rama local bolchevique y el comité municipal de Narva. Después de la Revolución de octubre se trasladó a los territorios controlados por los alemanes del Ober-Ost y a Ucrania, donde trabajó para la causa bolchevique. Después del Tratado de Brest-Litovsk, regresó a Rusia, donde en 1920 se convirtió en secretario del PCUS. En 1922 fue jefe de la rama siberiana del PCUS. Desde 1925 hasta 1928, fue Secretario del Comité Central del PCUS.
Desde 1919, Kosior fue por algún tiempo miembro del Politburó de Ucrania. En 1928, se convirtió en Secretario General del Partido Comunista de Ucrania. Entre sus tareas estaba forzar la colectivización agrícola en Ucrania, proceso que resultó en el Holodomor y la hambruna soviética de 1932-1933.
En 1930, Kosior fue admitido en el Politburo del PCUS. En 1935 fue condecorado con la Orden de Lenin, "por su notable éxito en el campo de la agricultura". En enero de 1938, también fue jefe de la Oficina de Control soviética y vice primer ministro de la URSS. Estaba en la cumbre de su éxito político.
El 3 de mayo de 1938, durante la Gran Purga, Kosior fue despojado de todos los cargos del Partido y arrestado por la NKVD. El 26 de febrero de 1939 fue sentenciado a muerte, siendo ejecutado de un disparo ese mismo día por el General Vasili Blojín. Otros miembros del Politburó ejecutados en este periodo fueron Jānis Rudzutaks, Robert Eije, Vlas Chubar y Pável Póstyshev.
Después de la muerte de Stalin, Kosior fue rehabilitado por el gobierno soviético el 14 de marzo de 1956. Tras la disolución de la URSS, el 13 de enero de 2010, Kosior fue condenado por la Corte de Apelaciones de la Ucrania independiente, como criminal político, por encabezar la hambruna masiva en Ucrania en 1932–1933; sin embargo, el tribunal anuló el proceso penal debido a que su muerte fue muchos años antes.